# Palazzo Torlonia (Napoli)
Il palazzo Torlonia è un palazzo storico di Napoli, ubicato in via Mergellina.

## Storia e descrizione
L'edificio ha probabili origini settecentesche, in quanto già visibile sia in un dipinto di Leonardo Coccorante del 1739, sia nella Mappa del Duca di Noja del 1775. Da alcune fonti (come il Sigismondo e il Ceva Grimaldi) apprendiamo che intorno al 1785 venne acquistato dal re Ferdinando IV che lo usò come casino di pesca. Il Catasto provvisorio, voluto da Murat, permette di rilevare un cambiamento di proprietà nella persona del principe Giuseppe Pignatelli di Cerchiara. Successivamente passò alla famiglia Balsamo. Nel 1862 il casino venne acquistato dal ricchissimo banchiere romano Alessandro Torlonia che lo ingrandì, conferendogli un aspetto da palazzo neorinascimentale e senza privarlo delle caratteristiche due torrette laterali. In quel periodo storico ci visse anche lo scienziato tedesco Anton Dohrn.
L'elemento di maggior pregio architettonico è certamente la scala di rappresentanza ottocentesca, composta da una rampa centrale (in fondo alla quale vi è una nicchia occupata da una statua marmorea) e da due rampe simmetriche retroverse.
Allo stato attuale il palazzo è un condominio ottimamente conservato.